# Жорже Фернандо Барбоса Интима
 Жорже Фернандо Барбоса Интима  или познат като  Жоржиньо  е футболист от Гвинея-Бисау, роден на 21 септември 1995 г. Има португалско гражданство.

## Кариера
Юноша на Академия Витал Гвинея Бисау, повикан е на тест във Валенсия Испания, но не е одобрен, през 2011/12 подписва със Спортинг Лисабон Португалия, а от 2012 до 2015 е в школата на Манчестър Сити Англия, подписва с тях на 17 години, играе като дясно и ляво крило, но може и да играе като нападател. На 7 юли 2015 подписва нов договор с тима, но играе в резервния им отбор. В последните минути на зимния трансферен прозорец на 2016 подписва договор с тима на Арука Португалия. На 7 февруари прави дебют за тима, влизайки като резерва при победата над Порто Португалия с 2:1. На 17 декември 2016 записва хеттрик при победата над Морейрензе Португалия с 4:1. Изиграва общо 14 мача с 5 гола за португалския тим. На 31 януари 2017 се присъединява към френския Сент Етиен под наем с опция за закупуване. След 5 мача и 1 гол за тима е закупен от французите и даден под наем за сезон 2017/18 на португалския Шавеш. Там изиграва 16 мача с един гол и се завръща в Сент Етиен Франция, като е отдаден под наем за следващия сезон на ЦСКА на 19 юни 2018. Дебютира за армейците на 12 юли 2018 при победата с 1:0 над Рига Латвия, а първи гол бележи на 22 юли 2018 при победата с 2:0 над Локомотив Пловдив. След изтичането на наема се завръща в тима на Сент Етиен Франция, а през юли 2019 се присъединява към Лудогорец Разград като е шампион на България за сезон 2019/20.
Играе за португалския младежки тим до 19 години на Португалия. Част е от отбора на португалия до 19 години на Европейското младежко първенство през 2014, като играе в три мача, включително 8 минути на загубения финал срещу Германия, с което печели сребърните медали. Общо изиграва 10 мача и вкарва 3 гола за тази формация. Избира да играе за националния отбор на Гвинея Бисау и прави дебют при загубата от Буркина Фасо с 2:0.